# Rio Negrinho
Rio Negrinho é um município brasileiro do estado de Santa Catarina. Localiza-se a uma latitude 26º15'16" sul e a uma longitude 49º31'06" oeste, estando a uma altitude de 790 metros. Sua população estimada em 2020 foi de 42.495 habitantes.

## Economia
- Móveis: 167
- Madeireiras: 76
- Construção civil: 44
- Metalúrgicas, máquinas e equipamentos: 37
- Alimentos: 33
- Artefatos de madeira: 21
- Confecções: 15
- Papel e embalagens de papelão: 11
- Plásticos: 05
- Tintas, vernizes e solventes: 02
- Outros: 31

### Agricultura, pecuária e extração mineral
- Reflorestamento: pinus e eucalipto
- Criação animal: bovinos, suínos, caprinos e aves
- Agricultura: milho, soja, feijão e fumo
- Extração mineral: saibro e areia

### Movimentação econômica
- Produto Interno Bruto (PIB): 471.931 (2005)
- Renda per capita: 10.849 (2005)
- Arrecadação ICMS – Retorno: 10.354
- Arrecadação Tributos Municipais: 3.992
- Arrecadação Tributos Federais – Retorno: 5.692

## Indicadores
- Expectativa de vida - 71,4 anos
- Crescimento da população - 4,5% ao ano
- Coleta de esgoto - 94%
- Abastecimento de água - 99%
- Abastecimento de energia elétrica - 96%

## História
Segundo o Historiador José Kormann por volta de 1872 vieram os primeiros civilizados a Rio Negrinho, já em 1873 os Franco,Gravi, de Oliveira e Carvalho tomaram posse de terras no município, eles que vieram de São José dos Pinhais.
Em 1880 Instalaram-se em Rio Negrinho as famílias de José Brey com hospedaria e Luiz Scholtz com casa comercial e José Hantschel com sapataria.
Em 1913 Foi inaugurada a Estação Ferroviária e em 1918 transferido para o que seria depois o centro de Rio Negrinho a móveis Cimo que naquele tempos ainda girava como Jung & Cia, que já funcionava desde 1914 em uma localidade próxima chamada Salto.
A primeira escola foi inaugurada com a frequência de 25 alunos em 1920 sendo Roberto Hoffmann o professor de alemão e a professora Adelaide Ferreira da Costa a responsável pelas aulas de português.
O cemitério teve sua primeira sepultura em 1924 com o sepultamento de Max Raschke porteiro da Cimo, em 1928 e inaugurada a igreja protestante e em  1948  a atual igreja matriz.
O colégio São José e o seminário foram fundados em 1958 pelo padre Luiz Gonzaga Steiner.

### História da data de fundação
Rio Negrinho tem sua comemoração de fundação no dia do nascimento de Jorge Zipperer, pois como a cidade não teve um fundador propriamente dito, é comemorado o aniversário de Rio Negrinho nesta data, por se tratar de uma pessoa extremamente importante para a cidade. 

### Significado do nome
Rio Negrinho tem esse nome em homenagem ao rio que passa bem ao centro do município.

## Fatos importantes
- 24 de abril de 1880 data atribuída á fundação , através da Lei Municipal nº 7, de 15 de junho de 1971 em homenagem a Jorge Zipperer.

- 1892 Término da  Estrada Dona Francisca , iniciada no ano de 1853.

- 1910 Início da construção da Estrada de Ferro de São Francisco do Sul.

- 1917 Criada a primeira escola pública no povoado de Rio negrinho.

- 1914 É fundada a Jung & Cia, futura MóveisCimo

- 1920 É instalada a primeira agência postal de Rio Negrinho.

- 1924 Ocorre o primeiro sepultamento de Rio negrinho do senhor Max Raschke.

- 1925 Criado o distrito de Rio Negrinho no dia 13 de Dezembro de 1925.

- 1928 É pavimentada a rua da Estação a futura rua Jorge Zipperer .

## Geografia

### Distâncias
- Belo Horizonte - 1.140 km
- Rio de Janeiro - 965 km
- São Paulo - 518 km
- Curitiba - 115 km
- Porto Alegre - 619 km
- Florianópolis - 266 km
- Joinville - 93 km

### Acessos
- BR 280
- SC 112
- Linha do São Francisco da antiga Estrada de Ferro São Paulo-Rio Grande [6]

### Limites
- Norte: Rio Negro
- Sul: Rio dos Cedros e Doutor Pedrinho
- Oeste: Mafra e Itaiópolis
- Leste: São Bento do Sul e Corupá

### Infraestrutura
Rio Negrinho possuí mais de 94% de rede de esgoto tratada, 96% das residências ligadas a energia elétrica, quase todas as ruas do perímetro urbano possuem asfalto, anti-pó ou calçamento com lajotas, o plano diretor da cidade não permite construções residenciais em áreas de risco de enchentes, os acessos a cidade tanto pela BR 280 como na SC 112 são asfaltados.

### Clima
- Invernos gelados, Mesotérmico úmido, sem estação seca, ao norte verões quentes e ao sul verões frescos.

### Hidrografia
- Rios Negro, Preto, Negrinho, do Salto e Corredeiras.

### Saneamento
Abastecimento de água
- Número de ligações: 11.624
- Número de usuários: 39.290

## Transportes

### Viação
Possui sistema integrado de transporte municipal, com 1 terminal (Centro), operado pela empresa Transporte e Turismo Santo Antônio Ltda. - Transtusa.

### Aeroportos
A cidade dispõe um aeroporto administrado pelo Aeroclube de Rio Negrinho em parceria com a Prefeitura Municipal de Rio Negrinho, o aeroporto conta com uma pista em asfalto de 1,5 quilômetros, torre de controle e um hangar, com capacidade para receber aviões de pequeno até médio porte recebendo em média três aeronaves por semana.

### Ferroviário
Conta com malha ferroviária administrada pela América Latina Logística - ALL utilizada para transporte de cargas interestadual, passando por vários bairros possuí a estação central que atualmente é um museu e também utilizada para passeios de locomotiva a vapor.

## Turismo
- Em outubro ocorre a tradicional festa folclórica alemã OberlandFest.
- Possuí forte turismo rural como a roda d'agua, cachoeiras, e a represa Alto Serro Azul.
- Em Dezembro comemora-se o famoso Natal Encantado em que varias luzes de natal ficam ligadas até meados de fevereiro no centro da cidade atraindo muitos turistas e curiosos.
- Em Abril é comemorado a Pascoa Encantada onde o centro da cidade fica enfeitado itens de pascoa.

## Hino
Sob a brisa suave da serra,
Entre campos de verde esplendor
Sob a luz que ilumina esta terra
Este mundo encantado em flor.
Lindos campos de altivos pinheiros,
Quando o sol ornamenta o poente.
Este ar, este céu brasileiro,
Deus criou e nos deu de presente.
Salve, Salve, Rio Negrinho!
És um ninho de paz e amores.
Salve, Salve, Rio Negrinho!
Salve, Salve, cidade de flores.
Majestoso cepilho desliza,
Sobre o pinho criado por ti.
Da cerâmica a arte reprisa,
Rio Negrinho distante daqui.
Escolheste esta terra imponente,
Pioneiro valente e sagaz,
Já plantaste a fértil semente,
E colheste o fruto da paz.
Salve, Salve, Rio Negrinho!
És um ninho de paz e amores.
Salve, Salve, Rio Negrinho!
Salve, Salve, cidade de flores.
O Hino de Rio Negrinho foi instituído pela Lei nº 25, de 03 de novembro de 1971. Letra e música de José Testone e Wilson Glelepi.